# Исмикильпан
Исмикильпан (исп. Ixmiquilpan) — город и административный центр одноимённого муниципалитета в мексиканском штате Идальго. Численность населения, по данным переписи 2010 года, составила 34 814 человек.

## История
Город основан в 1910 году.

## Фотографии

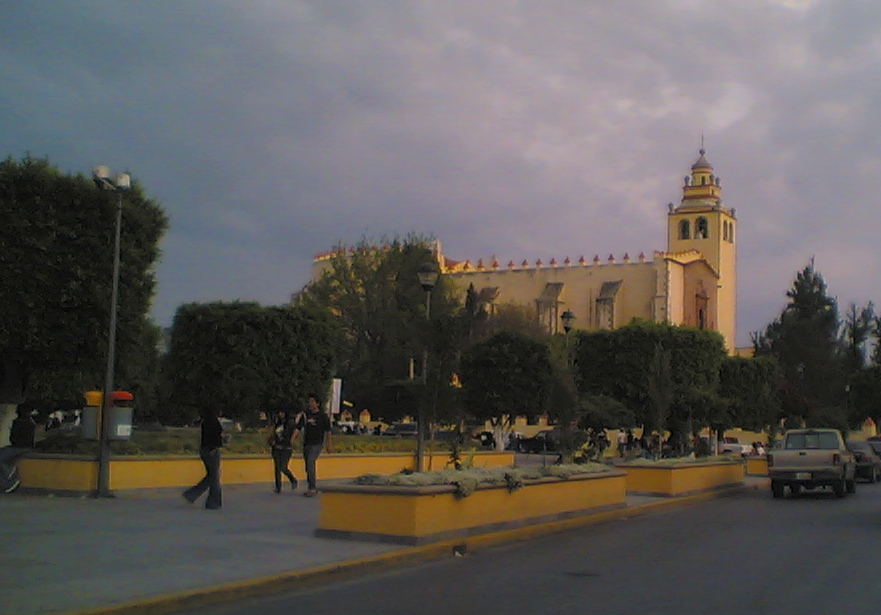
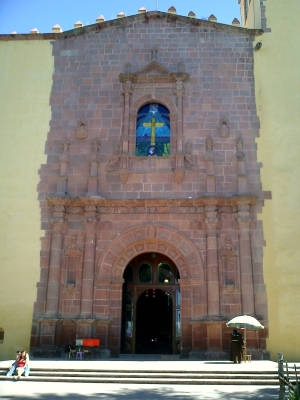
Церковь
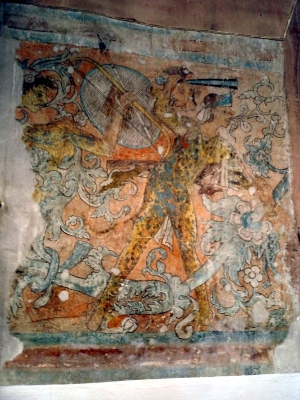
Церковь
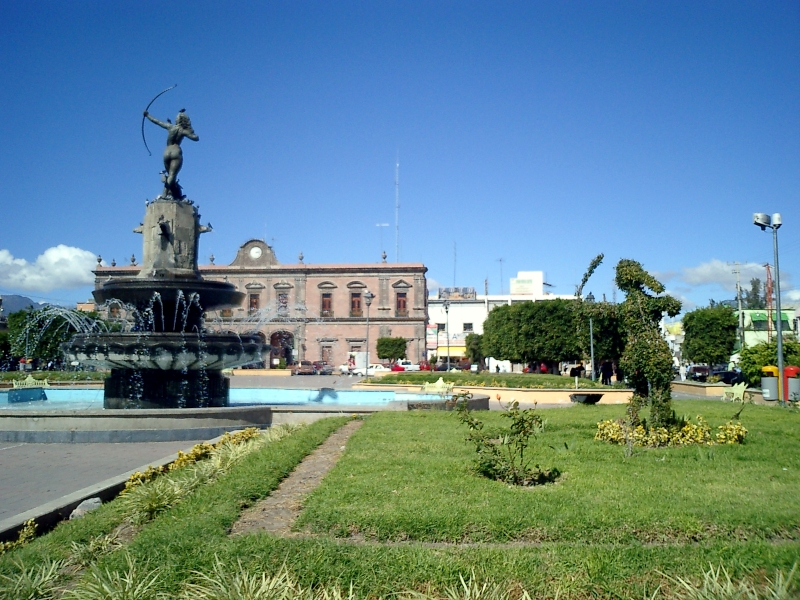
Здание администрации